# Volta a Catalunya de 1980
La Volta a Catalunya de 1980 va ser 60a edició de la Volta Ciclista a Catalunya. Es disputà en 7 etapes del 3 al 10 de setembre de 1980 amb un total de 1192,0 km. El vencedor final fou el basc Marino Lejarreta de l'equip Teka per davant de Johan van der Velde del TI-Raleigh, i de Vicent Belda del Kelme.
La quarta i la setena etapes estaves dividides en dos sectors. Hi havia dos contrarellotges individuals, una al Pròleg de Sant Carles de la Ràpita i l'altra al primer sector de la setena l'etapa a Vic.
Marino Lejarreta guanyava la "Volta" al seu segon any com a professional gràcies a una gran contrarellotge final quan Johan van der Velde ja es veia campió.

## Etapes
| Etapa  | Data           | Ciutats d'etapa                                           | km    | Vencedor de l'etapa | Líder de la general |
| ------ | -------------- | --------------------------------------------------------- | ----- | ------------------- | ------------------- |
| Pròleg | 3 de setembre  | Sant Carles de la Ràpita – Sant Carles de la Ràpita (CRI) | 3,2   | Juan Fernández      | Juan Fernández      |
| 1a     | 4 de setembre  | Sant Carles de la Ràpita – Lleida                         | 182,7 | Johan van der Velde | Juan Fernández      |
| 2a     | 5 de setembre  | Lleida – l'Espluga de Francolí                            | 178,2 | José Luis López     | José Luis López     |
| 3a     | 6 de setembre  | l'Espluga de Francolí - Mollet del Vallès                 | 174,0 | Marcel Laurens      | José Luis López     |
| 4a A   | 7 de setembre  | Barcelona - Tibidabo                                      | 25,1  | Johan van der Velde | José Luis López     |
| 4a B   | 7 de setembre  | Mollet del Vallès – Alt del Mas Nou                       | 116,5 | Johan van der Velde | José Luis López     |
| 5a     | 8 de setembre  | Girona - Manresa                                          | 190,9 | Johan van der Velde | Johan van der Velde |
| 6a     | 9 de setembre  | Cardona – Llívia                                          | 176,0 | Juan Fernández      | Johan van der Velde |
| 7a A   | 10 de setembre | Vic – Vic (CRI)                                           | 33,8  | Henk Lubberding     | Marino Lejarreta    |
| 7a B   | 10 de setembre | Vic – l'Hospitalet de Llobregat                           | 111,6 | Jesús Suárez Cueva  | Marino Lejarreta    |

### Pròleg[1]
03-09-1980: Sant Carles de la Ràpita – Sant Carles de la Ràpita, 3,2 km. (CRI):
|   | Ciclista        | Equip              | Temps  |
| - | --------------- | ------------------ | ------ |
| 1 | Juan Fernández  | Zor-Vereco         | 5' 04" |
| 2 | Lucien Van Impe | Marc-IWD-VRD       | m. t.  |
| 3 | Mario Beccia    | Hoonved-Bottecchia | + 05"  |

|   | Ciclista        | Equip              | Temps  |
| - | --------------- | ------------------ | ------ |
| 1 | Juan Fernández  | Zor-Vereco         | 5' 04" |
| 2 | Lucien Van Impe | Marc-IWD-VRD       | m. t.  |
| 3 | Mario Beccia    | Hoonved-Bottecchia | + 05"  |

### 1a etapa[2]
04-09-1980: Sant Carles de la Ràpita – Lleida, 182,7:
|   | Ciclista            | Equip        | Temps      |
| - | ------------------- | ------------ | ---------- |
| 1 | Johan van der Velde | TI-Raleigh   | 5h 08' 14" |
| 2 | Antoni Coll         | Colchón CR   | m. t.      |
| 3 | René Bittinger      | Miko-Mercier | m. t.      |

|   | Ciclista        | Equip              | Temps      |
| - | --------------- | ------------------ | ---------- |
| 1 | Juan Fernández  | Zor-Vereco         | 5h 13' 18" |
| 2 | Lucien Van Impe | Marc-IWD-VRD       | m. t.      |
| 3 | Mario Beccia    | Hoonved-Bottecchia | + 05"      |

### 2a etapa[3]
05-09-1980: Lleida – l'Espluga de Francolí, 178,2 km.:
|   | Ciclista            | Equip      | Temps      |
| - | ------------------- | ---------- | ---------- |
| 1 | José Luis López     | Zor-Vereco | 5h 21' 18" |
| 2 | Johan van der Velde | TI-Raleigh | + 2' 42"   |
| 3 | Jesús Suárez Cueva  | Zor-Vereco | m. t.      |

|   | Ciclista        | Equip        | Temps       |
| - | --------------- | ------------ | ----------- |
| 1 | José Luis López | Zor-Vereco   | 10h 34' 55" |
| 2 | Juan Fernández  | Zor-Vereco   | + 2' 24"    |
| 3 | Lucien Van Impe | Marc-IWD-VRD | m. t.       |

### 3a etapa[4]
06-09-1980: l'Espluga de Francolí - Mollet del Vallès, 174,0 km.:
|   | Ciclista          | Equip              | Temps      |
| - | ----------------- | ------------------ | ---------- |
| 1 | Marcel Laurens    | Marc-IWD-VRD       | 4h 34' 15" |
| 2 | Ad Wijnands       | TI-Raleigh         | + 10' 29"  |
| 3 | Sergio Santimaria | Hoonved-Bottecchia | m. t.      |

|   | Ciclista        | Equip        | Temps       |
| - | --------------- | ------------ | ----------- |
| 1 | José Luis López | Zor-Vereco   | 15h 19' 39" |
| 2 | Juan Fernández  | Zor-Vereco   | + 2' 24"    |
| 3 | Lucien Van Impe | Marc-IWD-VRD | m. t.       |

### 4a etapa A[5]
07-09-1980: Barcelona - Tibidabo, 25,1 km.:
| Resultat de la 4a etapa \| \| Ciclista \| Equip \| Temps \| \| - \| ------------------- \| ---------- \| ------- \| \| 1 \| Johan van der Velde \| TI-Raleigh \| 37' 18" \| \| 2 \| Marino Lejarreta \| Teka \| + 01" \| \| 3 \| Alberto Fernández \| Teka \| + 06" \| |                     |            |         |
| | Ciclista            | Equip      | Temps   |
| 1 | Johan van der Velde | TI-Raleigh | 37' 18" |
| 2 | Marino Lejarreta    | Teka       | + 01"   |
| 3 | Alberto Fernández   | Teka       | + 06"   |

### 4a etapa B[5]
07-09-1980: Mollet del Vallès – Alt del Mas Nou, 116,5 km.:
|   | Ciclista            | Equip      | Temps      |
| - | ------------------- | ---------- | ---------- |
| 1 | Johan van der Velde | TI-Raleigh | 3h 17' 31" |
| 2 | Marino Lejarreta    | Teka       | + 03"      |
| 3 | Vicent Belda        | Kelme      | + 18"      |

|   | Ciclista            | Equip      | Temps       |
| - | ------------------- | ---------- | ----------- |
| 1 | José Luis López     | Zor-Vereco | 19h 18' 18" |
| 2 | Johan van der Velde | TI-Raleigh | + 50"       |
| 3 | Marino Lejarreta    | Teka       | + 52"       |

### 5a etapa[6]
08-09-1980: Girona - Manresa, 190,1 km. :
|   | Ciclista            | Equip      | Temps      |
| - | ------------------- | ---------- | ---------- |
| 1 | Johan van der Velde | TI-Raleigh | 5h 26' 31" |
| 2 | Antoni Coll         | Colchón CR | m. t.      |
| 3 | Faustino Rupérez    | Zor-Vereco | m. t.      |

|   | Ciclista            | Equip      | Temps       |
| - | ------------------- | ---------- | ----------- |
| 1 | Johan van der Velde | TI-Raleigh | 24h 43' 37" |
| 2 | Marino Lejarreta    | Teka       | + 02"       |
| 3 | Vicent Belda        | Kelme      | + 43"       |

### 6a etapa[6]
09-09-1980: Cardona – Llívia, 176,0 km.:
|   | Ciclista            | Equip      | Temps      |
| - | ------------------- | ---------- | ---------- |
| 1 | Juan Fernández      | Zor-Vereco | 5h 31' 59" |
| 2 | Johan van der Velde | TI-Raleigh | m. t.      |
| 3 | Jesús Suárez Cueva  | Zor-Vereco | m. t.      |

|   | Ciclista            | Equip      | Temps       |
| - | ------------------- | ---------- | ----------- |
| 1 | Johan van der Velde | TI-Raleigh | 30h 15' 36" |
| 2 | Marino Lejarreta    | Teka       | + 02"       |
| 3 | Vicent Belda        | Kelme      | + 43"       |

### 7a etapa A[7]
10-09-1980: Vic – Vic, 33,8 km. (CRI):
| Resultat de la 7a etapa A \| \| Ciclista \| Equip \| Temps \| \| - \| ------------------- \| ---------- \| ------- \| \| 1 \| Henk Lubberding \| TI-Raleigh \| 48' 15" \| \| 2 \| Marino Lejarreta \| Teka \| + 09" \| \| 3 \| Johan van der Velde \| TI-Raleigh \| + 45" \| |                     |            |         |
| | Ciclista            | Equip      | Temps   |
| 1 | Henk Lubberding     | TI-Raleigh | 48' 15" |
| 2 | Marino Lejarreta    | Teka       | + 09"   |
| 3 | Johan van der Velde | TI-Raleigh | + 45"   |

### 7a etapa B[7]
10-09-1981: Vic – l'Hospitalet de Llobregat, 111,6 km.:
|   | Ciclista           | Equip        | Temps      |
| - | ------------------ | ------------ | ---------- |
| 1 | Jesús Suárez Cueva | Zor-Vereco   | 2h 38' 47" |
| 2 | Jesús Guzmán       | Kelme        | m. t.      |
| 3 | Kim Andersen       | Miko-Mercier | m. t.      |

|   | Ciclista            | Equip      | Temps       |
| - | ------------------- | ---------- | ----------- |
| 1 | Marino Lejarreta    | Teka       | 33h 43' 02" |
| 2 | Johan van der Velde | TI-Raleigh | + 34"       |
| 3 | Vicent Belda        | Kelme      | + 2' 18"    |

## Classificació General
|    | Ciclista            | Equip        | Temps       |
| -- | ------------------- | ------------ | ----------- |
| 1  | Marino Lejarreta    | Teka         | 33h 43' 02" |
| 2  | Johan van der Velde | TI-Raleigh   | + 34"       |
| 3  | Vicent Belda        | Kelme        | + 2' 18"    |
| 4  | Faustino Rupérez    | Zor-Vereco   | + 2' 44"    |
| 5  | Antoni Coll         | Colchón CR   | + 2' 53"    |
| 6  | Sven-Åke Nilsson    | Miko-Mercier | + 3' 39"    |
| 7  | Ismael Lejarreta    | Teka         | + 3' 42"    |
| 8  | Alberto Fernández   | Teka         | + 3' 58"    |
| 9  | José Luis Viejo     | Teka         | + 4' 17"    |
| 10 | Juan Fernández      | Kelme        | + 5' 32"    |

## Classificacions secundàries
|   | Ciclista            | Equip      | Punts    |
| - | ------------------- | ---------- | -------- |
| 1 | Marino Lejarreta    | Teka       | 68 punts |
| 2 | Johan van der Velde | TI-Raleigh | 42 punts |
| 3 | Vicent Belda        | Kelme      | 30 punts |

|   | Ciclista           | Equip                  | Punts    |
| - | ------------------ | ---------------------- | -------- |
| 1 | José Luis Blanco   | Henninger-Aquila Rossa | 39 punts |
| 2 | Juan Carlos Alonso | Henninger-Aquila Rossa | 24 punts |
| 3 | Ismael Lejarreta   | Teka                   | 7 punts  |

|   | Ciclista            | Equip      | Punts    |
| - | ------------------- | ---------- | -------- |
| 1 | Johan van der Velde | TI-Raleigh | 74 punts |
| 2 | Antoni Coll         | Colchón CR | 51 punts |
| 3 | Juan Fernández      | Kelme      | 44 punts |

|   | Equip      | Nacionalitat | Temps        |
| - | ---------- | ------------ | ------------ |
| 1 | Teka       | Espanya      | 101h 15' 15" |
| 2 | Kelme      | Espanya      | + 5' 22"     |
| 3 | Zor-Vereco | Espanya      | + 14' 22"    |